# 玉城町立玉城中学校
玉城町立玉城中学校（たまきちょうりつ たまきちゅうがっこう）は、三重県度会郡玉城町田丸にある公立中学校。玉城町が設置する唯一の中学校である。2019年5月1日現在の生徒数は13学級。
「田丸小学校」、「下外城田小学校」、「有田小学校」、「外城田小学校」の4つの所為学校の生徒がこの『玉城中学校』に集う。
玉城町出身で朝日新聞社の創業者である村山龍平にちなんだ「村山賞」は、玉城中学校卒業生に贈られる。

## 沿革

### 開校前史
学制改革により現在の玉城町に相当する地域には、1947年（昭和22年）に各町村に新制中学校が設置された。すなわち、田丸町に田丸町立城山中学校、東外城田村に東外城田村立中学校、有田村に有田村立中学校、下外城田村に下外城田村立下外城田中学校が開校したのである。田丸町は廃止された青年学校を利用して城山中学校の校舎に充てた。
ところが翌1948年（昭和23年）6月1日には「教育非常措置」により田丸町立城山中学校、東外城田村立中学校、有田村立中学校の3校は統合され田丸町外二ヶ村学校組合立城東中学校が開校した。校舎は旧三重県立田丸実業女学校を利用した。下外城田村は翌1949年（昭和24年）に城田村と学校組合を結成し、下外城田村城田村学校組合立城下中学校となる。
1955年（昭和30年）4月、田丸町、東外城田村と有田村の一部が合併し玉城町が発足すると田丸町外二ヶ村学校組合立城東中学校は玉城町立城東中学校に改称した。1956年（昭和31年）には玉城町が下外城田村を編入、1町1中学校の理想が掲げられ、1963年（昭和38年）に玉城町立城東中学校と城下中学校の玉城町内の学区を統合し、玉城町立玉城中学校が開校した。玉城中学校の校舎は田丸城跡に建設されたため、一部では別の場所に建設するよう請願する動きもあった。また旧城下中学校の学区に居住する住民の中には玉城中への統合に反対する者もいたが、大きな騒動には至らず、無事開校した。

### 開校後
旧城東中学校の校地には新制高等学校を誘致する運動が展開されたが、近隣の松阪市や伊勢市に高校が増設されたこともあって実現には至らず、1977年（昭和52年）に玉城町営城東団地となった。
2005年（平成17年）4月2日、玉城中体育館で玉城町制50周年記念式典が挙行された。2008年（平成20年）10月24日には3階にある理科室で小火が発生する騒動が起きた。2010年（平成22年）9月13日、太陽光発電施設の完成記念式典が挙行され、玉城町は三重県内では初めてすべての小中学校に太陽光発電施設の設置が整った地方公共団体となった。

## 部活動

### 部活動の種類

#### 運動部
- サッカー部
- 野球部
- 剣道部
- 陸上部
- 男子ソフトテニス部
- 女子ソフトテニス部
- 男子バドミントン部
- 女子バドミントン部
- 男子卓球部
- 女子卓球部
- 男子バレー部
- 女子バレー部

#### 文化部
- 吹奏楽部
- コンピューター部
- 美術部

### 部活動功績
野球部は2002年の第24回全国中学校軟式野球大会で準優勝しており、2014年、2015年も東海中学校総合体育大会軟式野球大会で優勝し2014年は全国中学校軟式野球大会では準々決勝進出を果たしている。
吹奏楽部は三重県吹奏楽コンクールで2006年、2008年、2011年に金賞を獲得し、2005年には東海吹奏楽コンクールに出場している。
etc...

## 交通
- 三交伊勢志摩交通バス「玉城町役場前」バス停から徒歩約4分（約380m）。
- JR参宮線田丸駅から徒歩約10分（約820m）。